# Trono del Jaguar Rojo
El Trono del Jaguar Rojo es un trono maya ubicado al interior de la subestructura del Templo de Kukulcán de la ciudad maya de Chichén Itzá en el estado de Yucatán, México. El trono es una escultura de piedra caliza pintada de rojo tallada con la forma de un jaguar de mirada imponente cuyos ojos están hechos por dos esferas de jade mostrando los colmillos como símbolo de poder, sus manchas están hechas de discos de jade y los colmillos de concha blanca. Fue el asiento real de los gobernantes de Chichén Itzá durante un periodo de su historia, representaba la fuerza y poder sagrado del jaguar, animal vinculado a la autoridad, la noche y el inframundo y cuyo espíritu encarnaban quienes accedían al Trono del Jaguar Rojo.

## Historia

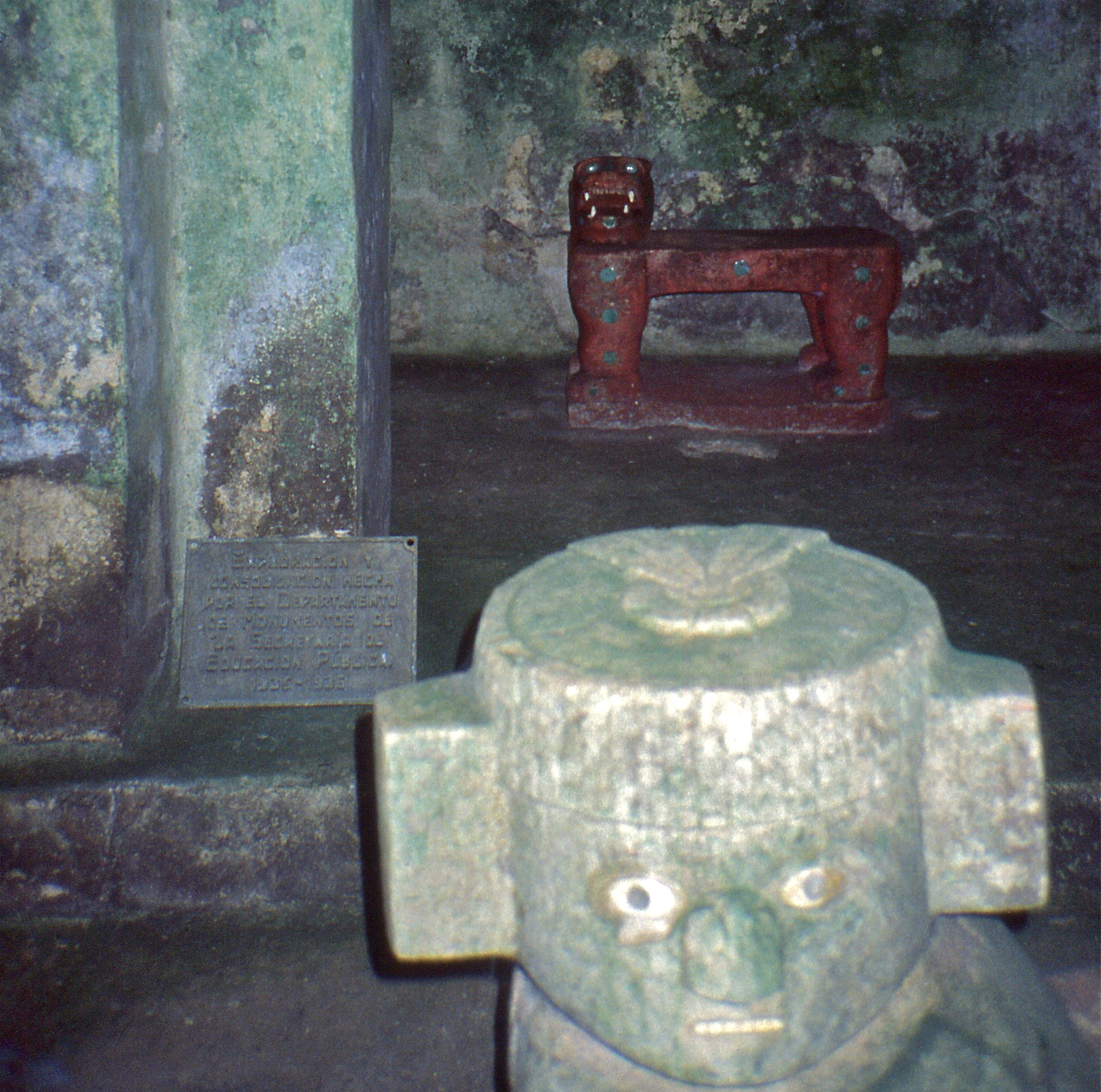
El Trono del Jaguar Rojo frente a una escultura Chac Mool dentro de la subestructura del Templo de Kukulcán.

El Trono del Jaguar Rojo fue por un periodo el asiento sagrado de los altos gobernantes de la ciudad maya de Chichén Itzá ubicado en la segunda cámara del templo superior de un basamento piramidal escalonado sobre el que tiempo después se edificaría el Templo de Kukulcán como se le conoce hasta la actualidad. Este edificio identificado arqueológicamente como la subestructura del Templo de Kukulcán (o subestructura de El Castillo) fue construido en el periodo clásico tardío de la cultura maya y era utilizado para realizar los principales rituales y ceremonias religiosas de la ciudad, contiene un recinto de dos cámaras con el trono y una escultura de Chaac Mool. De acuerdo a las investigaciones arqueológicas, la elaboración del Trono del Jaguar Rojo está datada aproximadamente en el año 700 d. C. en el clásico tardío maya. El trono funcionaba como una conexión sagrada entre los gobernantes y el jaguar, un animal de gran importancia dentro de la mitología maya que estaba vinculado con el poder, la noche y el inframundo,   quienes se sentaban sobre el encarnaban la fuerza y espíritu del jaguar consagrado como un guardián vivo de la ciudad.
Dentro de la cosmovisión maya se creía que los templos y esculturas sagradas tenían vida propia o contenían la energía de alguna deidad o entidad mitológica por lo que se les debía dar una muerte ritual cuando se consideraba que habían cumplido su ciclo vital, en el periodo posclásico, antes de la edificación del Templo de Kukulcán encima de la subestructura se le dio una muerte ritual al Trono del Jaguar Rojo con los más altos honores y ceremonias dadas a figuras de la propia realeza de la época ya que era considerado una encarnación sagrada del jaguar y guardián de la ciudad, durante el ritual se colocó sobre su lomo un disco de madera y mosaicos de turquesa denominado como tezcacuitlapilli el cual era un tipo de espejo dorsal de gran importancia utilizado por distintas culturas mesoamericanas y que pudo haber pertenecido al gobernante en turno, encima de este se depositó una ofrenda de fuego que consumió y quemó el tezcacuitlapilli y cuando el jaguar había trascendido simbólicamente fue recubierto nuevamente con cinabrio, un material que se solía utilizar en Mesoamérica para cubrir las tumbas y restos de los más grandes gobernantes para mostrar riqueza. El trono fue cubierto con un petate mortuorio y sellado con grandes bloques de piedra formando una caja similar a un sarcófago como sepultura. Después todo el templo y las cámaras de la subestructura fueron selladas y se edificó encima el Templo de Kukulcán quedando el Trono del Jaguar Rojo descansando en su interior. 
El trono fue descubierto en 1936 cuando se realizó la exploración arqueológica de la segunda cámara de la subestructura interna del Templo de Kukulcán en Chichén Itzá, para esa fecha aún se conservaba dentro de la gran caja de piedra en la que había sido resguardado por siglos, luego de que se retiraran los bloques de piedra el Jaguar Rojo fue liberado de su sepultura convirtiéndose en uno de los más grandes tesoros de la cultura maya y una pieza representativa de la arqueología mexicana. Por su valor cultural e histórico en México, el Trono del Jaguar Rojo fue utilizado como mascota no oficial de los Juegos Olímpicos de México 1968. Desde el periodo clásico tardío maya hasta la actualidad, el trono se ha mantenido in situ, pudo ser visitado en la zona arqueológica de Chichén Itzá por el público general hasta el año 2006 cuando las autoridades e instituciones arqueológicas restringieron el acceso público al interior del Templo de Kukulcán por motivos de conservación.